# Encino (Texas)
Encino es un lugar designado por el censo ubicado en el condado de Brooks en el estado estadounidense de Texas. En el Censo de 2010 tenía una población de 143 habitantes y una densidad poblacional de 8,25 personas por km².

## Geografía
Encino se encuentra ubicado en las coordenadas 26°56′11″N 98°6′55″O / 26.93639, -98.11528. Según la Oficina del Censo de los Estados Unidos, Encino tiene una superficie total de 17.32 km², de la cual 17.32 km² corresponden a tierra firme y (0%) 0 km² es agua.

## Demografía
Según el censo de 2010, había 143 personas residiendo en Encino. La densidad de población era de 8,25 hab./km². De los 143 habitantes, Encino estaba compuesto por el 88.81% blancos, el 0% eran afroamericanos, el 0% eran amerindios, el 0% eran asiáticos, el 0% eran isleños del Pacífico, el 11.19% eran de otras razas y el 0% pertenecían a dos o más razas. Del total de la población el 93.01% eran hispanos o latinos de cualquier raza.